# Орёл приземлился
«Орёл приземлился» (англ. The Eagle Has Landed) — экранизация 1976 года одноимённого романа 1975 года британского писателя Джека Хиггинса. Главные роли исполнили Майкл Кейн, Дональд Сазерленд и Роберт Дюваль под режиссурой Джона Стёрджеса. Эта работа стала финальной для Стёрджеса и, несмотря на напряжённость в отношениях между Кейном и Стёрджесом, после выхода фильм имел успех и получил культ последователей.

## Сюжет
В ноябре 1943 года Уинстон Черчилль собирается посетить базу британских ВВС в районе Норфолка, а затем провести уик-энд в имении местного аристократа. Об этом узнала немецкая разведка — абвер, и это большая удача для нацистского руководства: незадолго до того Гитлеру приходит в голову безумная мысль похитить британского премьера — а тут как раз обнаруживается, что это осуществимо.
По приказу Гиммлера полковник абвера Макс Радль (Роберт Дюваль) находит для выполнения операции ирландца Лиама Девлина (Дональд Сазерленд) — ненавидящего англичан активиста Ирландской освободительной армии (ИРА́), и отправленного в штрафное подразделение командира парашютистов вермахта полковника Курта Штайнера (Майкл Кейн).
Терять Штайнеру нечего, и он принимает предложение. Группа коммандос под его руководством благополучно высаживается на британский берег под видом польских солдат, квартирующих в Англии. Но всё путает случайность, и в результате немцам приходится вступить в бой с отрядом американских рейнджеров. Уцелеть удаётся лишь нескольким бойцам. Пока Девлин проводит эвакуацию, Штайнер пытается добраться до Черчилля…
Отряд Штайнера берёт в заложники группу местных жителей и занимает оборону в церкви. Девлин знакомится с Молли, которая хочет ему помочь. Молли, желая спасти Лиама, убивает односельчанина Артура, который разоблачил Девлина. Питтс (Ларри Хегмен) безуспешно штурмует церковь, несмотря на возможные потери среди заложников. Сам Питтс в суматохе сражения уезжает на джипе от церкви и оказывается у дома Грейс, которая с самого начала помогала немцам. Полковник Питтс и ещё один рейнджер вломились в дом, чтобы захватить Грейс, но ей удается убить Питтса из револьвера. Сама она погибает от огня второго солдата, вломившегося с Питтсом. В это время к церкви подходит команда американских рейнджеров во главе с молодым заместителем Питтса, капитаном Кларком (Трит Уильямс). Кларк уговаривает полковника Штайнера отпустить гражданских, что тот исполняет. Вскоре возвращается Девлин и нападает на священника. Капитан защищает его, но Девлин крадёт ключи от автомобиля священника. Немецкий сержант предлагает Штайнеру такой план: отряд остаётся в церкви и задерживает противника, а Девлин, полковник и раненый офицер уходят через секретный выход. Штайнер, скрипя зубами, соглашается, напоследок поблагодарив солдат за самоотверженность и преданность. Капитан Кларк со своей командой начинают штурм. Они забрасывают церковь гранатами, обстреливают из пулемёта и врываются в здание. Капитан Кларк уничтожает уцелевших немцев, но понимает, что это ещё не конец и нужно найти остальных врагов.
Тем временем Макса Радля арестовывают за измену и расстреливают, так как операция провалена.
Штайнер решает выполнить миссию в одиночку и, добравшись с раненным офицером до точки эвакуации, оставляет его. Сам полковник нападает на одного из рейнджеров (Джефф Конауэй) в лесу и забирает рацию, с помощью которой узнаёт месторасположение базы англичан, где предположительно находится Черчилль. Вечером Штайнер пробирается к особняку премьер-министра и стреляет в него из пистолета. На шум сбегаются военные, среди которых Штайнер замечает капитана Кларка. Кларк убивает полковника и узнаёт, что погибшим был не министр, а лишь актёр, игравший свою роль до самого конца.
Лиам Девлин скрывается в неизвестном направлении, взяв с собой любовное письмо от Молли.

## В ролях
- Майкл Кейн —  полковник Курт Штайнер, командир парашютистов. Застрелен Кларком.
- Дональд Сазерленд —  Лиам Девлин, террорист из организации ИРА.
- Дженни Аггатер —  Молли Прайор, англичанка, возлюбленная Девлина.
- Трит Уильямс —  капитан Гарри Кларк, заместитель полковника Питтса, стал командиром американских рейнджеров.
- Роберт Дюваль —  оберст Макс Радль — офицер абвера. Расстрелян.
- Дональд Плезенс —  Генрих Гиммлер, рейхсфюрер СС, поручивший операцию Штайнеру
- Энтони Куэйл —  адмирал Вильгельм Канарис.
- Свен-Бертиль Таубе —  капитан фон Нойштадт
- Джон Стэндинг —  Джон Верекер, английский священник.
- Джуди Гисон —  Памела Верекер, сестра священника.
- Ларри Хегмен —  полковник Кларенс Е. Питтс, командир рейнджеров. Убит Грейс.
- Джефф Конауэй —  рядовой Фразьер, американский солдат. Оглушен Штайнером.
- Майкл Бирн —  унтер-офицер Карл, адъютант Радля.
- Йоахим Хансен —  обергруппенфюрер СС, арестовавший Радля.
- Ли Дилли —  Уинстон Черчилль
- Петер Майлс —  Адольф Гитлер

## Съёмки
Первоначально Кейну был предложен персонаж Девлина, но он не хотел играть роль члена ИРА и спросил, не может ли он сыграть роль Штайнера. Роль Девлина была отдана Ричарду Харрису, но из-за его ощущений, будто есть реальная связь с финансированием от ИРА, в итоге роль исполнил Дональд Сазерленд.

## Отличия от романа
- В романе штрафное подразделение Штайнера — торпедисты человекоуправляемых торпед.
- Спасённая Штайнером девочка-еврейка Брана (эпизод проезда остатков подразделения Штайнера через Варшаву во время уничтожения Варшавского гетто (1942—1943): 
  - в романе назвала Штайнеру и свою фамилию: Леземникова.
  - в романе она запрыгнула на проезжавший поезд сама (по совету Штайнера)
  - в романе она не была застрелена, пока уезжала на этом поезде (хотя СС-овец посулил Штайнеру (в романе), что её снимут на первой же станции).
  - в романе, пока она уезжала, Штайнер держал командира СС-овцев под дулом своего пистолета, крикнув: «Кто выстрелит в девчонку, выстрелит в майора!».
- В романе Молли никого не убила (?) и после войны жила в той же местности, растя ребёнка, рождённого ею от Девлина.
- В романе Штайнер по своей инициативе отпустил заложников из церкви (перед окончательным боем).
- В романе Штайнер не успел выстрелить в «Уинстона Черчиля» (то есть в актёра-его двойника) — был застрелен раньше — и «Черчиль» (то есть его двойник) остался жив; актёр-двойник погиб позже, играя на сцене в театре, на который упала немецкая бомба (или ракета ФАУ?). При этом автор (Джек Хиггинс) оставляет читателя и героев романа (английских военных и служащих разведки, застреливших Штайнера) в неясности: то ли Штайнер не успел выстрелить, самонадеянно промедлил, то ли передумал или сомневался стрелять — в «великого человека» (такое выражение использовано в романе автором) и/или в том, будет ли его убийство достаточно полезным для Германии.
- В романе Лаям (Лиам) Девлин не «скрывается в неизвестном направлении» а был эвакуирован с заместителем Штайнера Риттером Нойманом на привлечённом для эвакуации группы немецком военном катере. Эвакуированы (в романе) были только они двое.
- В отношении дальнейшей судьбы Макса Радла в романе — открытый конец; автор (Джек Хиггинс) ничего не сказал прямо; написал только, что, расследуя эту историю (годы спустя после войны), встретился с его вдовой. Но Радл в романе мог умереть от патологии, вызванной ранениями и лишениями на Восточном фронте и тем, что он много курил (на момент затевания этой разведывательно-диверсионной операции она у него уже была).